# 林昭庚
林昭庚（1947年—），台灣中醫針灸學者，具有中、西醫師資格，為中央研究院院士、羅馬尼亞科學院、中國醫藥大學講座教授、聯合國教科文組織之專家學者及諮詢顧問。
研究主題聚焦於針灸實證醫學、針灸鎮痛和針刺安全深度，被譽為「針刺安全深度之父」。

## 生平
出生於一九四七年歲末，台灣彰化縣秀水鄉金陵村，世代務農小康之家，父親林江泗公務員改行從商經營大成碾米廠，後續接任彰化年田水利會總務長，母親林陳怨，排行老四，畢業於彰化高中後，於1966年進入中國醫藥學院中醫學系就讀中、西醫雙主修，畢業後取得中、西醫師資格，先從事外科工作，後捨棄西醫轉至針灸科服務，而後再取得中國醫藥學院博士，2022年因針灸及中西醫結合之研究，被選為中央研究院院士。
 

## 著作
- 《中西醫病名對照大辭典》[8]